# Mantispa nana
Mantispa nana là một loài côn trùng trong họ Mantispidae thuộc bộ Neuroptera. Loài này được Lichtenstein miêu tả năm 1802.